# Antonello Sanseverino
Antonello Sanseverino (Salerno, 1458 – Senigallia, 27 gennaio 1499) è stato II principe di Salerno (dal 1474 fino alla confisca del 1486), Conte di Marsico, grande ammiraglio del Regno di Napoli (dal 1477).
Fu a capo della Congiura dei baroni del 1485. Sposò nel 1480 Costanza da Montefeltro, figlia di Federico da Montefeltro, duca di Urbino.

## Biografia

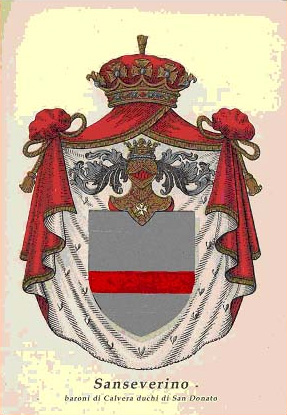
Stemma dei Sanseverino

Antonello era figlio di Roberto Sanseverino, I principe di Salerno, e di Raimondina (o Bernardina) Orsini dei duchi di Venosa.
Ricevette la prima educazione presso la corte paterna, florida di letterati, artisti e musicisti grazie al rinnovamento culturale promosso da Roberto Sanseverino negli anni Sessanta. In seguito alla sua morte, ne ereditò (1474) lo ‘Stato’, ma essendo ancora minorenne fu posto sotto la tutela della nonna paterna Giovanna. Al padre succedette (1475) anche nel prestigioso ufficio di grande ammiraglio del Regno, che, oltre a un lauto stipendio, garantiva ampi privilegi giurisdizionali e fiscali. Solo nel giugno del 1477, tuttavia, Sanseverino compì la cavalcata rituale in Napoli per la presa di possesso dell’ufficio: la cerimonia preluse a un viaggio via mare in Spagna al fianco dell’erede al trono Alfonso e ad altri importanti baroni per condurre da re Ferrante la sua futura sposa, Giovanna d’Aragona.
Nel 1480 prese in moglie Costanza, figlia del duca di Urbino Federico da Montefeltro (dalla quale ebbe poi nel 1485 Roberto, primogenito ed erede). Le nozze, oltre a conferirgli indubbio prestigio e a imparentarlo con Roberto Malatesta e Giovanni Della Rovere, che avevano anch’essi sposato figlie del duca, rafforzarono il suo legame con gli interessi della monarchia; un legame ulteriormente consolidato in quello stesso anno dal matrimonio tra la sorella minore e un figlio naturale del re, Ferdinando conte di Arena. Tra il 1480 e il 1481 fu impegnato militarmente contro i turchi nella guerra di Otranto. Salpato da Napoli al comando di un grosso contingente di galee e navi, fronteggiò infatti il nemico presso l’isola di Saseno e nella baia di Valona.
Il Liber rationum del 1483 consente di accertare la consistenza dello ‘Stato’ di Sanseverino, formato dalle seguenti località, città e terre: Rocca Imperiale, difesa di Tresaie, Noia, Colobraro, Garaguso, Atena, Polla, Salerno, Castellabate, Sala, Marsico, San Severino, Agropoli, difesa di San Teodoro, Cilento. La gran parte delle entrate (provenienti dalle rendite agrarie e dai ricavi dell’allevamento) era assorbita da spese correnti (lavori, salari, manutenzione), ma un sostanzioso impegno finanziario era costituito dall’armamento di galee (in parte ammortizzato da assegnazioni e prestiti) e dalla cura di fortificazioni e difese terrestri, che Sanseverino teneva sempre in efficienza. Nei feudi l’amministrazione fu affidata anche a competenti ufficiali stranieri, come esattori e fattori legati ai banchieri fiorentini Strozzi. In effetti il controllo sugli aspetti economici e finanziari fu rigoroso: Raffaele Colapietra (1999) ha visto nella gestione di Sanseverino un modello di «ruralizzazione tardofeudale», che investì in particolar modo il Cilento: ad Agropoli, ad esempio, egli concesse (1483) capitoli che rappresentano un evidente tentativo di circoscrivere l’iniziativa locale. Forti invece le resistenze a Salerno, dove l’attività commerciale e finanziaria si mantenne fiorente – alla fiera del 1478 presero parte ancora molti operatori, anche forestieri –, supportata oltretutto dalle politiche della monarchia.

### L'astio con gli Aragonesi
Furono diversi i motivi che, nella prima metà degli anni Ottanta, contribuirono a far maturare l’avversione di Sanseverino nei confronti della monarchia aragonese: dagli ingenti prestiti richiesti da una Corona in continuo stato di belligeranza, alle pesanti ingerenze del sovrano nei suoi possedimenti, fino alla generale politica accentratrice della dinastia che, attraverso i ruvidi modi del duca di Calabria Alfonso II – celebre l’oltraggio ai baroni durante il suo ingresso trionfale a Napoli, il 3 novembre 1484, giunse a minacciare la demanializzazione dei feudi posti a trenta miglia dalla capitale.
Un dispaccio al duca di Milano dell’oratore sforzesco a Napoli, Branda Castiglioni racconta, ad esempio, di un acceso confronto avvenuto tra re Ferrante, Antonello e Girolamo Sanseverino già nel settembre 1482. Quest’ultimo, spalleggiato dal principe di Salerno, si era lamentato per la perdita di reputazione, per lo svuotamento delle sue casse da parte del re, per l’essere come «destenuto et confinato» a corte, non potendo provvedere ai suoi feudi. Un elemento fondamentale del disagio era infine l’impossibilità di tenere milizie baronali, sancita dalla riforma militare del 1464. Alle proteste, il sovrano avrebbe risposto con dure accuse e minacce nei confronti di entrambi i baroni, tacciati di voler fomentare una ribellione. È chiaro come ormai i rapporti fossero a un punto di non ritorno e la casata Sanseverino si sentisse in serio pericolo.

## Sanseverino e la Congiura dei Baroni

Processo contro Pirro del Balzo principe di Altamura, Antonello Sanseverino principe di Salerno, Gerolamo Sanseverino principe di Bisignano, congiurati contro Ferrante d'Aragona Re di Sicilia, 1488

Antonello ordì la congiura contro il re Ferrante d'Aragona nel 1485: consigliato da Antonello Petrucci, Francesco Coppola e dal cognato Luigi Gesualdo, riunì intorno a sé molte famiglie feudatarie del Regno della fazione guelfa favorevoli agli angioini, tra cui oltre i Sanseverino si ricordano i Caracciolo principi di Melfi, i Gesualdo marchesi di Caggiano, i del Balzo-Orsini principi di Altamura e di Venosa, i Guevara principi di Teramo, i Senerchia (Sinerchia) conti di Sant'Andrea e Rapone. Il piano previsto dai congiurati era il seguente: i Baroni dei territori più vicini alla capitale avrebbero impedito al Re di attraversarli, interrompendo così le comunicazioni di Napoli con il resto del paese. Una volta isolata la capitale, si sarebbe consentito al Papa ed agli altri rinforzi di penetrare nel territorio del Regno al confine tra lo Stato della Chiesa e gli Abruzzi. In ciò, il Papa si sarebbe avvalso dell'aiuto del Lorena, in nome delle vecchie aspirazioni angioine su Napoli, e di Roberto di San Severino, primo capitano d'Italia, che avrebbe agito per conto della Repubblica di Venezia, ma anche per conto dei suoi familiari napoletani.
Il Re, scoperta la congiura, punì pesantemente i suoi avversari dando loro la caccia uno ad uno. La determinazione e la tempestività di questa iniziativa del re e di Alfonso scompaginarono non poco le file dei Baroni, che ne subirono pesantemente il contraccolpo negativo. Antonello Sanseverino apparve ancor meno di prima disposto a mediazioni ed a soluzioni diplomatiche, e diffidò ancora di più del re. Impedì che il Coppola fosse inviato dal Papa in rappresentanza dei Baroni e soprattutto disertò un incontro che il Coppola medesimo gli aveva preparato con il re in persona. Quindi si asserragliò in Salerno, mentre la direzione della Congiura tornava nelle mani del prudente Gerolamo Sanseverino, Principe di Bisignano, che riprese a tessere la tela di un possibile accordo con il Re, con il quale giunse ad incontrarsi riportando un certo successo. Giunto a Miglionico, il re raccomandò ai baroni di convincere anche gli assenti, e in primo luogo il Principe di Salerno, a sottoscrivere la pace. I Baroni sembrarono soddisfatti di ciò che il re concedeva loro; e, per renderlo più sicuro, lo vollero accompagnare fino a Terra di Lavoro. Avrebbero poi proseguito verso Salerno, per smuovere il recalcitrante Antonello Sanseverino e, come avevano promesso, fargli accettare le condizioni. Successivamente il Re, contravvenendo i patti, fece imprigionare e giustiziare i baroni più esposti nella congiura.
Per non cadere in mano al re, Antonello fuggì dal Regno travestito da mulattiere e si rifugiò in Francia, dove meditò la sua vendetta, spingendo il re francese Carlo VIII alla conquista del Regno di Napoli.

## La calata dei francesi
Nel 1495, Carlo VIII, calato in Italia con un grosso esercito, occupò molte città e il 12 di febbraio fece l'entrata in Napoli, avendo a fianco Antonello Sanseverino, grande ammiraglio del Regno e suo principale consigliere. Il Sanseverino sostenne i francesi combattendo per mare e per terra; e specialmente il 6 giugno 1496 nell'assalto dell'isola d'Ischia, dove si era ridotto il nuovo re di Napoli, il giovane Ferdinando II.
Nel novembre 1496 Antonello fece uscire dal presidio di Castelnuovo i soldati francesi e, a dispetto dei nemici, li condusse nei suoi possedimenti di Salerno. Qui ebbe il tempo di comporre un piccolo esercito col quale occupò molti paesi della Puglia e poi lo ricongiunse al grande esercito comandato dal conte di Monpensier. Infine, vedendo le cose dei francesi andare in rovina, si ritirò nel suo castello di Agropoli, dove nel giugno del 1496 ricevette Prospero Colonna, mandatovi da Ferdinando per convincerlo a ritornare alla obbedienza regia. Nel frattempo giunse notizia della morte del re Ferdinando e della successione al trono del principe Federico, il quale cercò in ogni modo di attirarsi l'amicizia del principe di Salerno, il cui valore e la cui potenza erano presso la corte in grande considerazione e rispetto. Il nuovo re lo reintegrò nei suoi possedimenti e nella carica di grande ammiraglio, concedendogli un assegno annuo di 7000 ducati. Si progettò anche un matrimonio tra la secondogenita di Federico e il primogenito di Antonello. Ben presto, tuttavia, diversi fattori contribuirono a rimettere Sanseverino in contrasto con la monarchia: fra questi un attentato al principe di Bisignano (23 ottobre), la spedizione di Federico contro Gaeta e soprattutto il rifiuto del re di restituire integralmente le fortezze cilentane. Antonello però, memore delle recenti sciagure dei Baroni, non si lasciò vincere dalle profferte reali e si chiuse nel suo castello di Teggiano, le cui fortificazioni gli offrivano un asilo saldo e quasi inespugnabile.
Federico riunì un esercito di ventimila tra fanti e cavalli e dopo aver sottomesso la città di Salerno pose assedio al castello di Teggiano, dove Sanseverino era asserragliato con forze esigue, ma deciso a resistere a oltranza (3 novembre). Non mancarono furiosi assalti (respinti dai nobili cavalieri Dianesi di Antonello, tra essi d'Alitto , de Honestis e Carrano) in uno dei quali restò ucciso il giovane figlio del Duca di Sora. L’assedio si protrasse per un mese e mezzo, peraltro non senza trattative diplomatiche e proposte di accordo, che prevedevano per il ribelle la garanzia milanese, pontificia e soprattutto veneziana, oltre a un indennizzo. La capitolazione avvenne il 17 dicembre. A metà gennaio 1498, Antonello consegnò i suoi castelli e, ottenuto il denaro pattuito, dalla Lucania si spostò a Trani, sulla costa pugliese, controllata dai veneziani; di lì il 10 febbraio si recò a Senigallia, presso il cognato Giovanni Della Rovere. Lì morì circa un anno dopo, il 27 gennaio 1499. È sepolto nella Chiesa di Santa Maria delle Grazie.
Il figlio Roberto II Sanseverino recuperò i possedimenti paterni.

## La figura di Antonello Sanseverino
La figura di Antonello Sanseverino è senza dubbio paradigmatica di una complessa fase di transizione per il Regno di Napoli. Con la fine del principato di Taranto e del suo titolare Giovanni Antonio Del Balzo Orsini, egli ereditò dal padre lo status de facto di ‘primo barone’, ma in un contesto molto diverso da quello che, sotto re Alfonso il Magnanimo, aveva determinato il consolidamento di un amplissimo potere feudale. A partire dalla fine della guerra di successione, che ne sancì l’ascesa al trono contro un largo fronte di baroni ribelli, Ferrante d’Aragona perseguì, infatti, con decisione una politica accentratrice volta al superamento del modello monarchico-feudale, con riforme e interventi in vari ambiti strategici (militare, giurisdizionale, economico); una spinta propulsiva inedita, questa, accentuata ancor più all’inizio degli anni Ottanta del Quattrocento, che non poteva dunque non confliggere con un’ancora forte autocoscienza signorile, manifestata emblematicamente dalla potente casa Sanseverino.
Antonello, suo principale esponente, incarnò più di tutti il ‘tipo’ dell’irriducibile barone ribelle, capace, attraverso un’azione politica su scala internazionale e un saldo controllo territoriale, di proporsi come ago della bilancia per le sorti del Regno. Anche le basi per sostenere questo ruolo, tuttavia, crollarono progressivamente nell’ultimo scorcio del Quattrocento: la ‘restaurazione feudale’, per la quale Sanseverino e altri signori avevano inizialmente appoggiato la successione di re Federico, si rivelò inattuabile fino in fondo, e l’ultima ribellione del principe di Salerno divenne un affare interno, isolato, perché di fronte all’avanzare delle grandi potenze il peso del baronaggio regnicolo, sia come garanzia difensiva sia come chiave d’accesso al Regno, risultava ormai inevitabilmente ridimensionato.

## Amori
Il bello e ardito Antonello Sanseverino affermò che non avrebbe mai accolto nella sua casa una donna qualificata come la figlia del papa Alessandro VI, Lucrezia Borgia, “la quale era pubblica fama che avesse dormito con li fratelli”.